# Krasni Daguestan
Krasni Daguestan - Кра́сный Дагеста́н (rus) - és un khútor del krai de Krasnodar, a Rússia. Es troba als vessants septentrionals del Caucas occidental, al curs mitjà del riu Kurdjips, a 22 km al sud-est d'Apxeronsk i a 114 km al sud-est de Krasnodar, la capital.
Pertany al municipi de Nijegoródskaia.